# Sanango racemosum
Sanango racemosum (Ruiz & Pav. ) Barringer, 1986 è una pianta angiosperma dicotiledone appartenente alla famiglia Gesneriaceae. È l'unica specie del genere Sanango Bunting & Duke, 1961 e della sottofamiglia Sanangoideae Anton Weber, John Littner Clark & Michael Möller, 2013.

## Etimologia
Il nome generico è la corruzione di una parola quechua indiana ("sanangu") usata anche per altre piante. L'epiteto specifico ("racemosum") indica una infiorescenza di tipo racemoso.
Il nome scientifico della specie è stato definito dai botanici Hipólito Ruiz López (1754-1816), farmacista e botanico spagnolo, e José Antonio Pavon (1754-1844), botanico spagnolo che si interessò alla flora del Perù e del Cile, perfezionato in seguito dal botanico contemporaneo Kerry A. Barringer (1954-) nella pubblicazione "Phytologia; Designed to Expedite Botanical Publication. New York - 59: 363" del 1986. Il nome scientifico del genere è stato definito dai botanici George Sydney Bunting (1927-) e James A. Duke (1929-) nella pubblicazione "Annals of the Missouri Botanical Garden. St. Louis, Missouri - 48: 270" del 1961. Il nome scientifico della sottofamiglia è stato definito dai botanici Anton Weber (1947-), John Littner Clark (1969-) e Michael Möller nella pubblicazione "Selbyana - 31(2): 83" del 2013.

## Descrizione

### Portamento
Il portamento di questa specie è arboreo (altezza massima di 15 metri). Il tronco è fatto con un legno molto duro.

### Foglie
Le foglie lungo il caule sono disposte in modo opposto, sono picciolate con lamine a forma da ellittica a obovata e consistenza abbastanza coriacea. Gli stomi sulla superficie delle foglie sono raggruppati.

### Infiorescenze
Le infiorescenze sono di tipo racemoso, terminali con i fiori disposti in modo opposto e appaiati. Sono presenti anche delle brattee.

### Fiori
I fiori sono ermafroditi, attinomorfi (o debolmente monosimmetrici) e tetraciclici (ossia formati da 4 verticilli: calice– corolla – androceo – gineceo) e più o meno pentameri (ogni verticillo ha 5 elementi).
- Formula fiorale. Per la famiglia di queste piante viene indicata la seguente formula fiorale:

* K (5), [C (2 + 3), A (2 + 2 + 1)], G (2), supero/infero, capsula/bacca.
- Il calice, gamosepalo (i sepali sono connati solamente alla base, e quindi sono più o meno liberi), è composto da 5 denti strettamente triangolari più o meno uguali.

- La corolla, gamopetala, è composta da 5 petali connati con forme allungate; la base della corolla è tubulare con il tubo lievemente incurvato e rigonfio nelle parti basse. I lembi apicali sono subregolari con i lobi terminali arrotondati. I boccioli si presentano a spirale.

- L'androceo è formato da 4 stami didinami e adnati alla base della corolla. I filamenti sono dilatati. È presente un piccolo staminoide. Le antere sono subglobose, rivolte all'indietro e fissate al centro. Le teche sono confluenti. La deiscenza avviene lungo una fessura la cui linea ricorda un ferro di cavallo. Il nettario ha delle forme a cupola ed è alto quasi come l'ovario. In genere gli stami sono inclusi nella corolla (non sporgenti).

- Il gineceo ha un ovario supero (o anche semi-infero), bicarpellare diviso in quattro parti; nella parte superiore è incompletamente diviso, mentre è completamente diviso nella parte inferiore con una placentazione assile. Lo stilo è unico, molto corto, con stigma capitato-bilobato (i lobi lateralmente sono uniti allo stilo e sporgono verso il basso).

### Frutti
I frutti sono delle capsule con forme depresse all'apice (lo stilo persiste per un lungo tempo) con deiscenza sia loculicida che setticida. I semi sono numerosi.

## Biologia
Questa specie si riproduce pe impollinazione tramite insetti (impollinazione entomogama).
La dispersione dei semi avviene inizialmente per dispersione anemocora e successivamente, una volta raggiunto il terreno, ad opera di insetti tipo formiche (mirmecoria).

## Distribuzione e habitat
Questa pianta è distribuita in Ecuador e Perù; dubbia la presenza in Bolivia.
L'habitat tipico per questa pianta sono le foreste tra i 250 e 1500  m s.l.m..

## Tassonomia
La famiglia Gesneriaceae comprende 152 generi con circa 3500 specie, distribuite soprattutto nell'area tropicale e subtropicale tra il Vecchio e Nuovo Mondo. La famiglia è suddivisa in tre sottofamiglie. Sanango racemosum è l'unica specie della sottofamiglia Sanangoideae.

### Filogenesi
S. racemosum in precedenza era assegnata alla famiglia Scrophulariaceae (prima ancora era descritta all'interno delle Loganiaceae e delle Buddlejaceae). Analisi molecolari del DNA hanno in seguito confermato una posizione di "gruppo fratello" rispetto all'intera famiglia delle Gesneriaceae e quindi si trova in posizione "basale" della stessa (in particolare Sanangoideae è "gruppo fratello" di Gesnerioideae + Didymocarpoideae). Una eventuale associazione con la famiglia Gesnerioideae è suggerita dalla presenza comune di metaboliti secondari.
Il numero cromosomico per S. racemosum è: 2n = 32.